# Torgnon
Torgnon (walserdeutsch Tornjunh ) ist eine italienische Gemeinde in der autonomen Region Aostatal mit 557 Einwohnern (Stand 31. Dezember 2023).

## Geographie
Die Gemeinde liegt in einer Höhe von 870 m im Valtournenche, einem Seitental des Aostatals.
Die Gemeinde Torgnon besteht aus den Ortsteilen Berzin, Champagnod, Champeille, Chantorné, Chaté, Châtelard, Chatrian, Cheille, Chésod, Étirol, Fossemagne, Gilliarey, Gombaz, Lévaz, Mazod, Mongnod (chef-lieu), Nozon, Pecou, Petit-Monde, Ponty, Septumian, Triatel, Valleil, Verney, Vesan Dessous, Vesan Dessus, die sich bis auf 1500 m erstrecken. Das Gemeindegebiet erstreckt sich aber bis auf eine Höhe von etwa 3200 m.
Die Nachbargemeinden sind Antey-Saint-André, Bionaz, Châtillon, Nus, Saint-Denis, Valtournenche und Verrayes.
Die Wasserfälle und die enge Schlucht des Wildbachs Marmore sind Sehenswürdigkeiten.

## Geschichte
Von dem alten Dorf Torgnon hat das Valtournenche seinen Namen: Der alte lateinische Name Vallis Tornenchia wurde zu französisch Valtournenche und im lokalen frankoprovenzalischen Patois zu Vótornéntse.
Während der Zeit des Faschismus trug der Ort den italianisierten Namen Torgnone.

## Wirtschaft
Neben der Bergbauernwirtschaft, zu der auch die Herstellung des speziellen Rohmilchkäses Fontina aus dem Aostatal gehört, spielt der Tourismus, vor allem der Wintertourismus mit etwa 20 km Skipisten, eine wichtige wirtschaftliche Rolle.

## Gemeindepartnerschaften
Mit der belgischen Gemeinde Thuin in der Provinz Hennegau besteht eine Gemeindepartnerschaft.

## Persönlichkeiten
- Aimé-Pierre Frutaz (1907–1980), Geistlicher und Archäologe
- Jean-Joseph Maquignaz, Bergführer
- Jean-Antoine Carrel (1829–1890), Bergführer
- Amé Gorret (1836–1907), Geistlicher und Alpinist
- Georges Carrel (1800–1870), Geistlicher und Naturforscher
- Hervé Barmasse, Alpinist
- Joseph Perron, Dichter

## Einzelnachweise

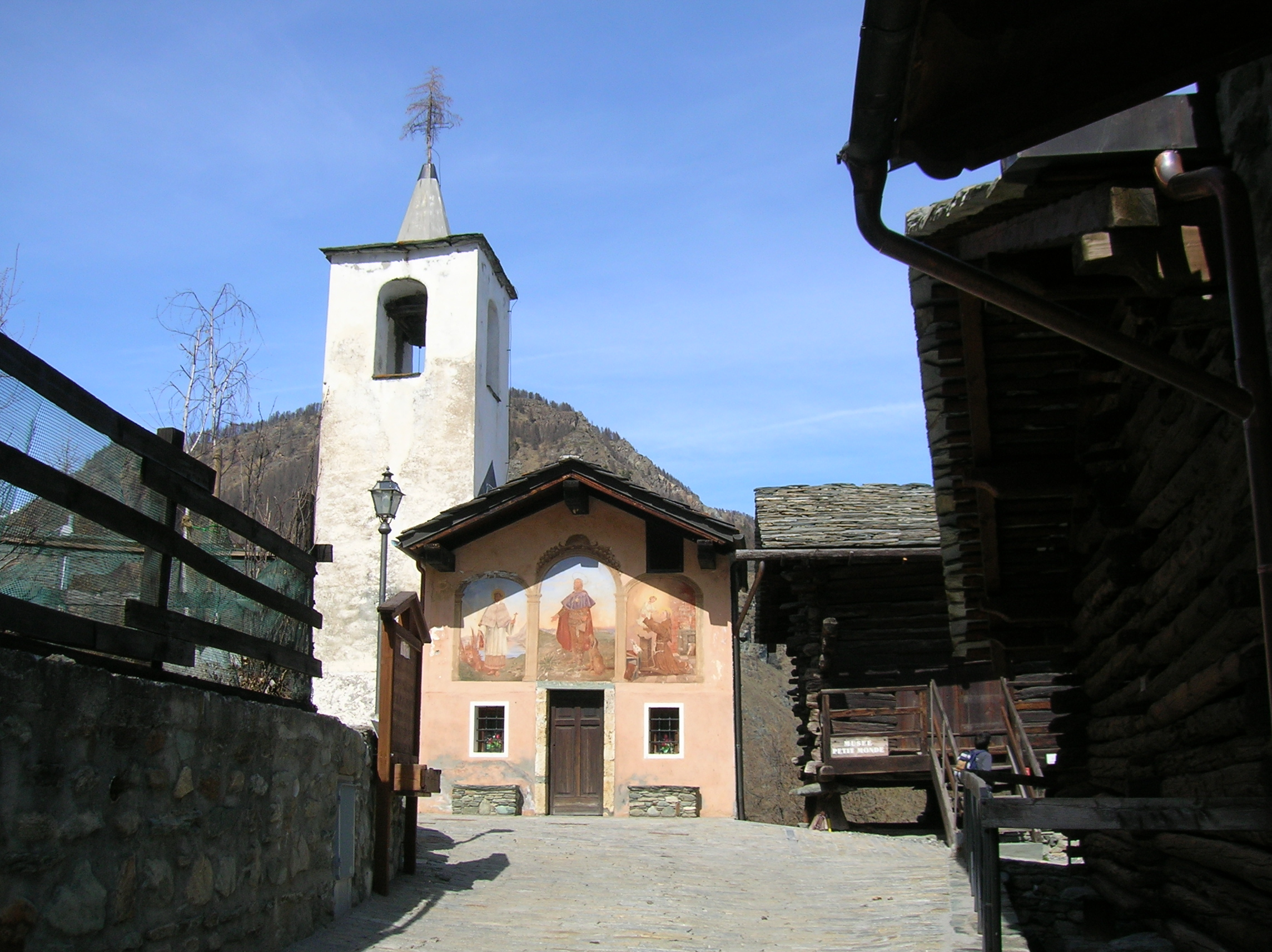
Kapelle im Ortsteil Triatel
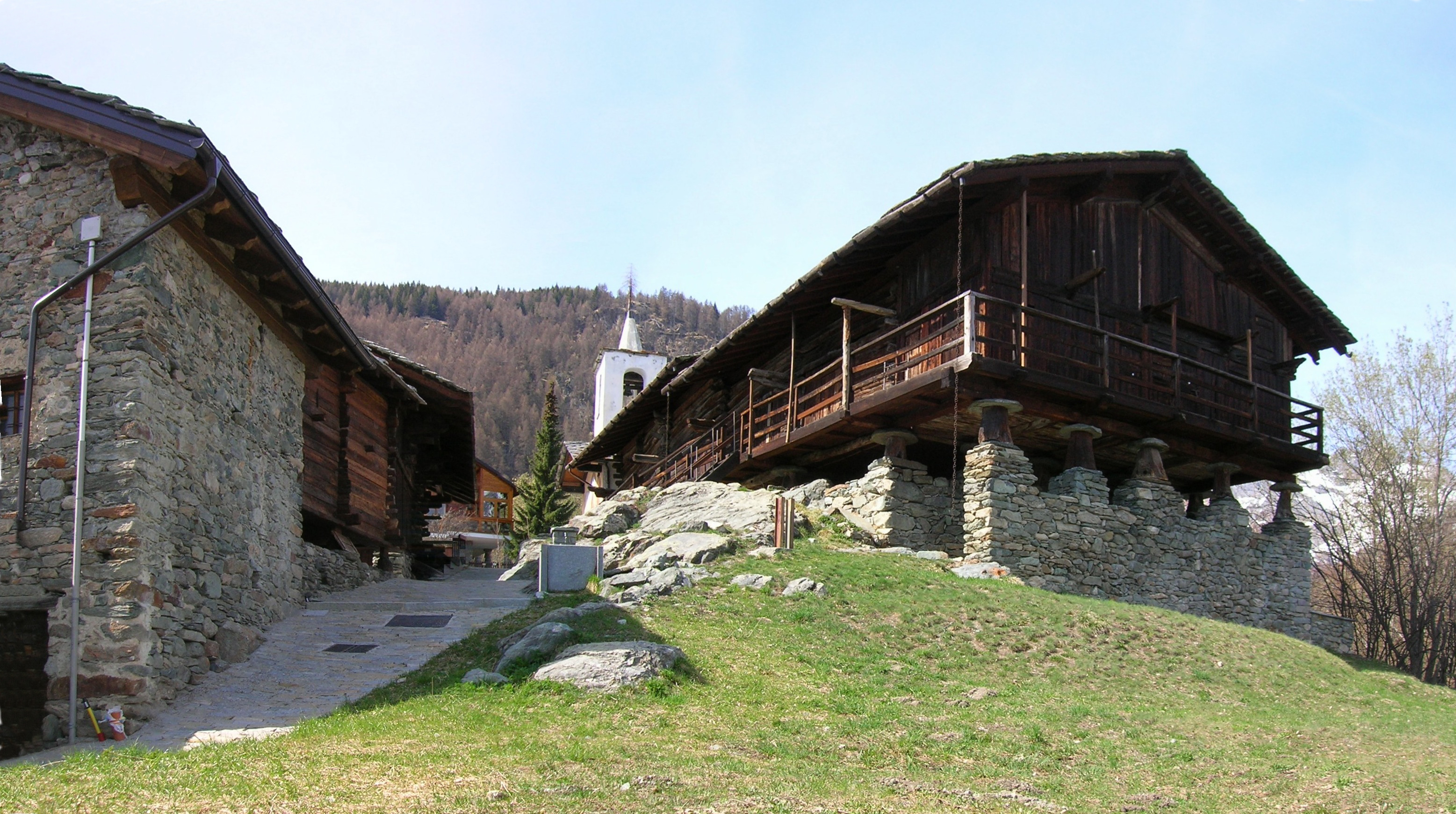
Blick auf Triatel und den mittelalterlichen Speicher des ethnographischen Museums Petit-Monde
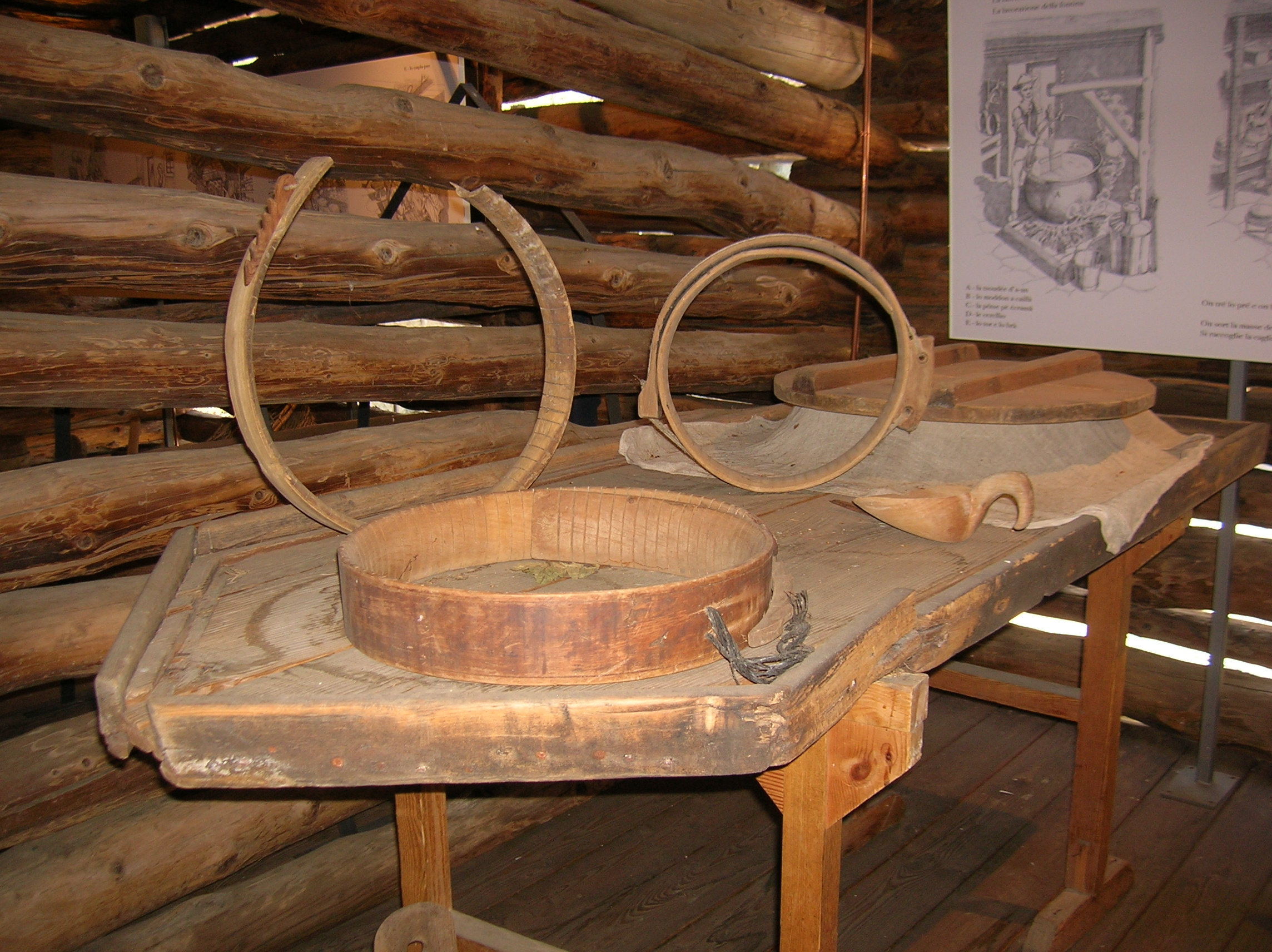
Gerätschaften für die Herstellung des Käses Fontina (frz. Fontine) im ethnographischen Museum Petit-Monde